# InfoCsallóköz
Az InfoCsallóköz egy felvidéki magyar regionális hetilap. Szerkesztőségének székhelye Dunaszerdahely, főszerkesztője Angyal Sándor. Első lapszáma 2012. január 25-én jelent meg.